# 徳島バス自動車学校
徳島バス自動車学校（とくしまバスじどうしゃがっこう）は、かつて徳島県板野郡松茂町にあった徳島県公安委員会指定の自動車教習所。徳島バスの関連会社・松茂興業株式会社が運営を行っていた。閉鎖直前に「松茂自動車学校」と名称を変更したが名称変更後短期間で閉鎖され、現在はヤマダ電機テックランド徳島松茂店が跡地にオープンしている。

## 概要

### 取得免許
- 普通自動車免許（MT・AT）
- 普通自動二輪車免許
- 大型自動車免許

### 所在地等
- 〒771-0220 徳島県板野郡松茂町広島字小ハリ25-1